# Mimulosia centripuncta
Mimulosia centripuncta är en fjärilsart som beskrevs av De Toulgoët 1958. Mimulosia centripuncta ingår i släktet Mimulosia och familjen björnspinnare. Inga underarter finns listade i Catalogue of Life.